# Mua trước trả sau
Mua trước trả sau (MTTS), tiếng Anh gọi là buy now, pay later (BNPL), là một dạng hoạt động tài chính ngắn hạn cho phép người tiêu dùng có thể mua hàng ở thời điểm hiện tại và thanh toán ở một mốc thời gian trong tương lai. MTTS nói chung được cơ cấu giống như quá trình cho vay tiền theo hình thức trả góp với các bên liên quan bao gồm: người tiêu dùng, chuyên gia tài chính và người bán. Chuyên gia tài chính sẽ thay mặt người tiêu dùng để trả tiền cho người bán khi người tiêu dùng mua hàng hóa hoặc dịch vụ. Khoản cần thanh toán này sau đó được người tiêu dùng hoàn lại quá thời hạn bằng những lần trả góp đồng đều. Số lượng trả góp và khoảng thời gian thanh toán thì khác nhau tùy thuộc vào chuyên gia tài chính MTTS.